# Galium balearicum
Galium balearicum là một loài thực vật có hoa trong họ Thiến thảo. Loài này được Briq. mô tả khoa học đầu tiên năm 1908.